# Blasco de Garay
Blasco de Garay (1500-1552) fue un marino e inventor español, capitán de la Armada Española. Perteneció al elenco de científicos del siglo XVI que aportaron su labor e ingenio a la Corona de España en las cortes de Carlos I y de Felipe II. Ideó, enunció y se propuso ejecutar siete ingenios importantes para la Armada española, incluyendo primitivas escafandras y lámparas marinas.
De 1539 a 1543 construyó y probó una serie de buques equipados con ruedas de paletas accionadas por fuerza humana, inspirados en diseños de Vitruvio. Su prueba más notoria se llevó a cabo con la carraca modificada Trinidad, que superó completamente a una galera convencional en velocidad y agilidad en el puerto de Barcelona en julio de 1543. A pesar de su éxito y del ascenso que le granjeó, su proyecto nunca fue implementado debido al escepticismo y probables enemistades políticas de la corte. Podría haberle precedido en este campo otro inventor español, Guillén Cabier, cuyo propio ingenio se desconoce.
El archivero de Simancas, Tomás González Hernández, le atribuyó en 1825 la construcción de un barco de vapor en pleno siglo XVI, señalando que las crónicas refieren la presencia de calderas de vapor en el interior de sus naves. Sin embargo, se cree que González malinterpretó las fuentes y que las mencionadas calderas en realidad eran desaladoras a vapor también inventadas por Garay.

## Biografía

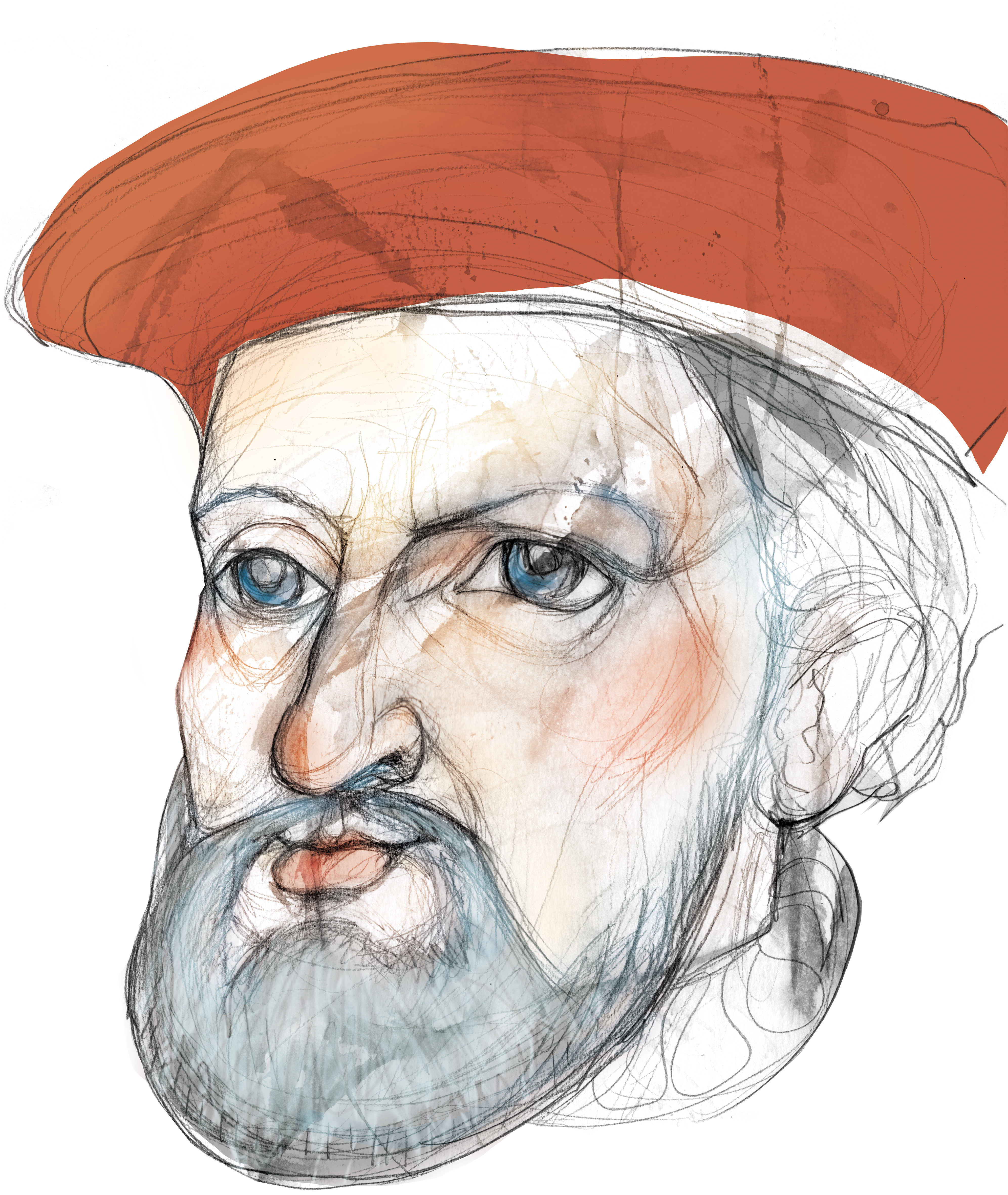
Retrato de Blasco de Garay, por Eulogia Merle

No sabemos que nadie haya tratado de investigar su patria y familia ni los antecedentes de su vida, hasta que aparece como un mecánico ó maquinista (un físico). Hubo hacia esta época varios del apellido Garay que se distinguieron en las letras o en las armas, y que, según parece, procedían de la clase hidalga y de una familia avecindada en Toledo. La forma del nombre de su hermano "Diego de Alarcón", mencionada en su memorial, sugiere un origen castellano.
Blasco de Garay, hipotéticamente, quizás sirviera en el ejército, y tal vez en la marina, porque se le da el título de Capitán de mar.
Lo más probable es que recibiera cierta educación literaria, que resalta en sus cartas, y que, siendo pobre e hidalgo, se dedicara por sí mismo al estudio de las ciencias, como él mismo dice, aficionándose a la mecánica y a los inventos o ingenios.
El rey Carlos I aprobó en cédula de 22 de marzo de 1539 los proyectos de Garay, otorgando que se comenzase a financiar sus proyectos y enviándole a las Atarazanas del Puerto de Málaga, asignándole proveedores.
Las máquinas de Garay estarían destinadas a equipar los buques de guerra de bajo y alto bordo (galeras y naos) de la Armada Imperial Española.

## El estado de la técnica en la época de Garay (contexto)

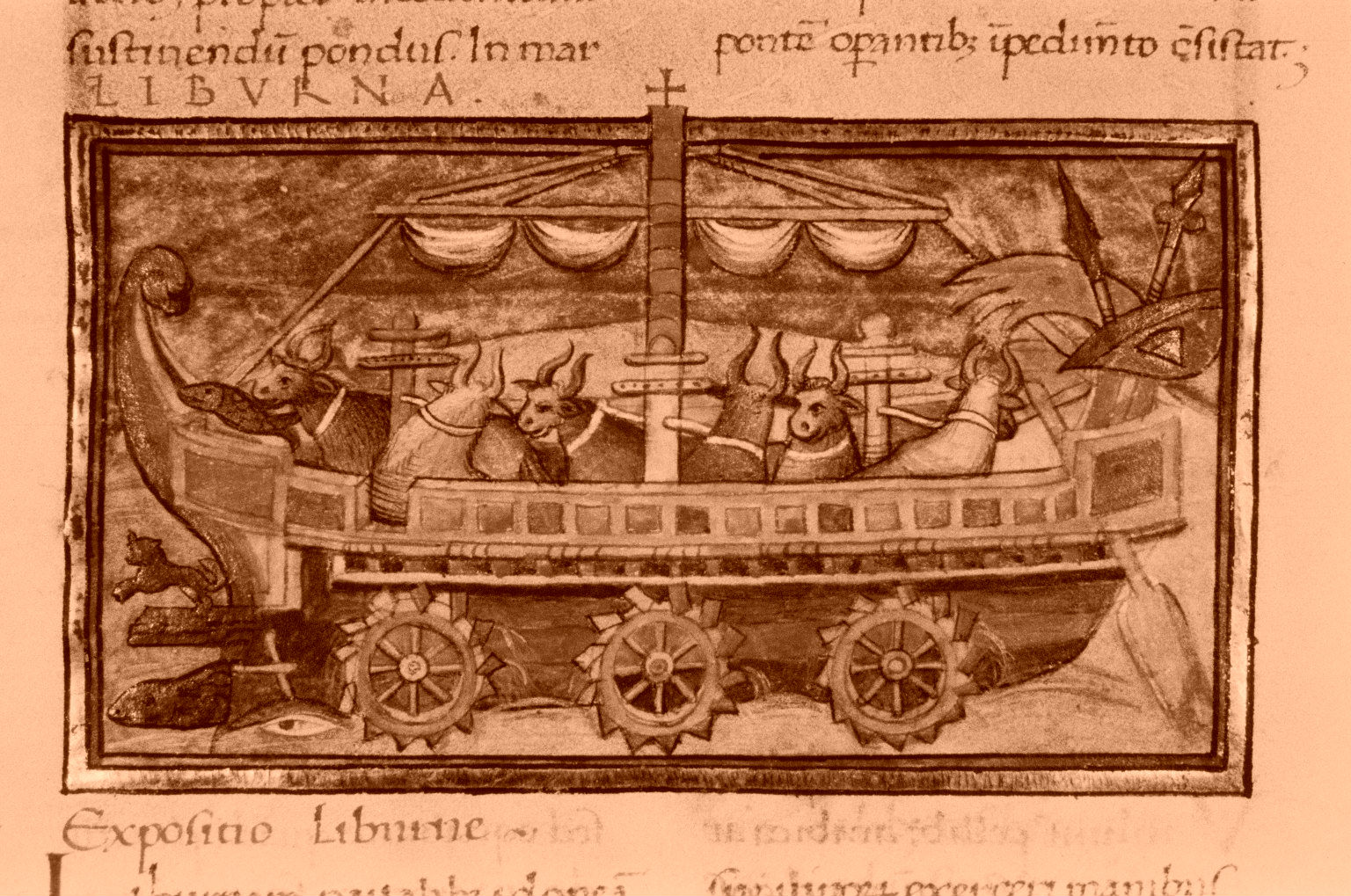
De Rebus Bellicis obra anónima 364-378 d.C.

## La idea principal del Memorial de Blasco de Garay
La más relevante de las ideas contenidas en el Memorial, la que le otorgó mayor notoriedad, cierta fortuna y notable promoción personal y pública, fue la invención de una máquina de ruedas motrices susceptible de ser empleada como motor naval.
Garay pronosticaba que estas ruedas serían capaces de desplazar diferentes tonelajes, salvo en casos de tormenta o mala mar.

### Resumen del memorial de Garay: una hipótesis, dos máquinas y conclusiones de las experiencias

#### Descripción de una hipótesis de la máquina del memorial
El siguiente esquema del conjunto o planta motriz representa una hipótesis del críptico mecanismo que el inventor proponía al Rey y que pronosticaba seria capaz de mover una nave con tan solo cuatro hombres:
Fabricación

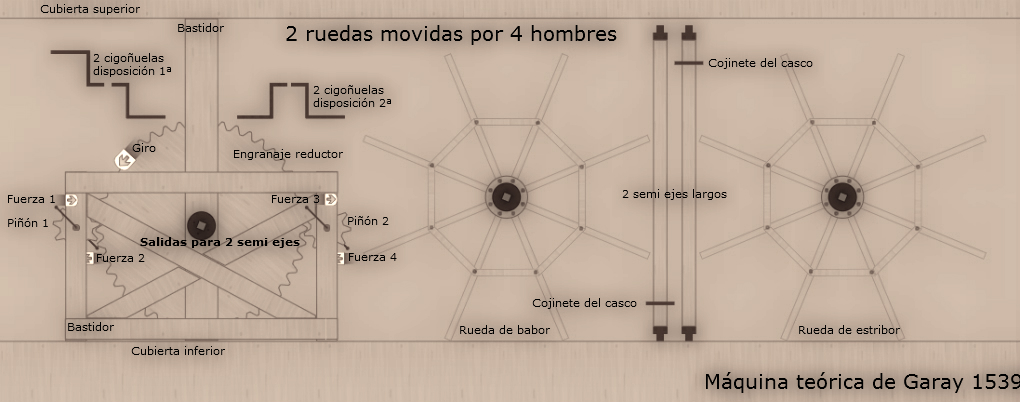
Esquema de una máquina teórica de Garay.

Los componentes de la máquina serían fabricados en los diferentes talleres de madera y hierro de la Atarazana:
- Un bastidor con un mínimo de tres engranajes, cuatro cigoñuelas, dos semi-ejes, dos cojinetes para el casco como apoyo de los extremos de los semi-ejes y dos ruedas motrices equipadas con palas de diseño hidrodinámico.

Montaje inicial
- Todo, excepto las ruedas, seria izado a bordo por escotillas y escotillones de carga.
- La bancada-bastidor seria instalada en sentido longitudinal respecto del casco de la nave, equidistante a los costados, los engranajes montados sobre el bastidor y ajustado todo el conjunto.
- Se practicarían dos aberturas en el casco para el paso de los semi-ejes soportados por algún sistema de cojinetes, desde el interior del navío se instalarían los semiejes motrices que sobresaldrían ligeramente por ambos costados del exterior del casco.
- Una vez instalado cada eje motriz o árbol de transmisión se le acoplarían desde el exterior del navío dos ruedas de palas, una por cada costado.

Movimiento
- Los ejes motrices serían rotados directamente por el engranaje reductor y este por los dos engranajes piñones, de menor diámetro a fin de obtener una adecuada relación de transmisión.
- Cada engranaje piñón se accionaria mediante una pareja de "cigoñuelas" (cigüeña o manivela) conectadas a su eje, por ambos lados de este, que rotarían los tripulantes (tracción humana).
- Hipótesis de tracción teórica: 2 hombres por cada piñón de arrastre, 4 hombres.

#### Descripción de la primera máquina (prototipo)

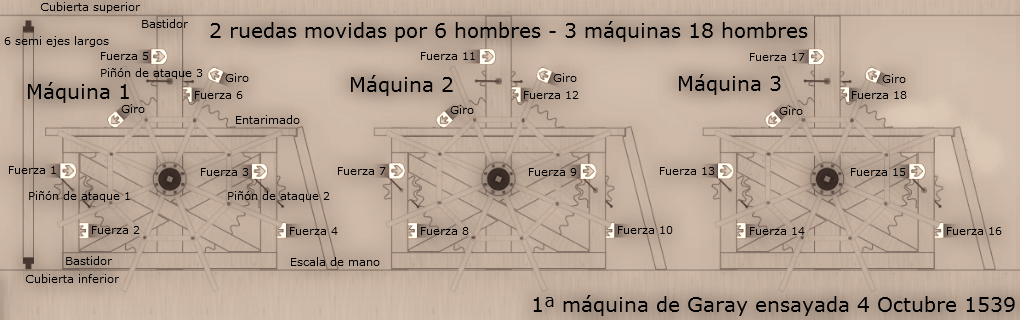
Esquema de la primera máquina (prototipo).

El esquema representa el conjunto de las tres máquinas independientes montadas en una ubicación central y en sentido longitudinal al navío que Blasco de Garay ensayó por primera vez en Málaga, introduciendo una primera modificación sobre la máquina enunciada en el sucinto memorial al incorporarle un tercer piñón de fuerza y un entarimado para su operación. Esta planta motriz movió una nave de 250 toneles mediante dieciocho hombres:
- Tracción con las máquinas prototipo: 
  - 6 semi-ejes de transmisión,
  - 6 ruedas motrices de paletas,
  - 9 engranajes piñones,
  - 6 hombres por cada máquina, en  total 18 hombres.

#### Descripción de la segunda máquina (prototipo modificado)

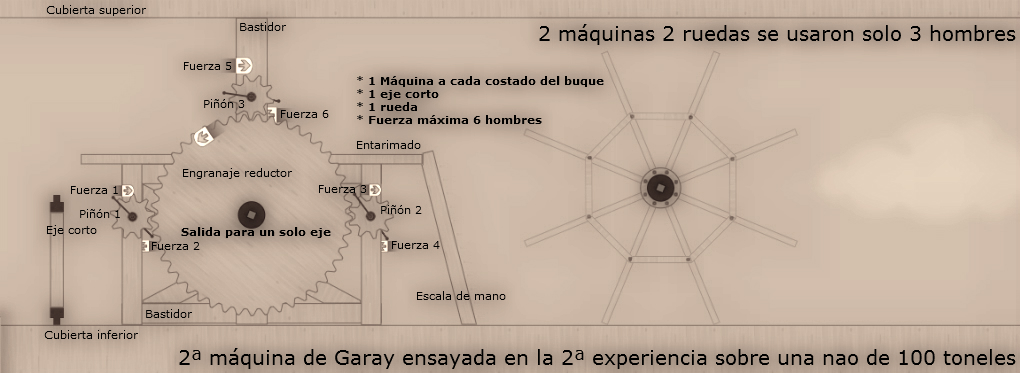
Máquina segunda.

- Tracción en la máquina modificada: 
  - 2 máquinas independientes, todo montado en una ubicación lateral y en sentido longitudinal al navío,
  - 2 ejes cortos de transmisión,
  - 2 ruedas motrices de paletas,
  - 3 engranajes piñones,
  - 3 hombres asignados a cada máquina, total 6 hombres.

#### Desarrollo en hipótesis de los cálculos prospectivos de Garay para mover Naos con la 2.ª máquina

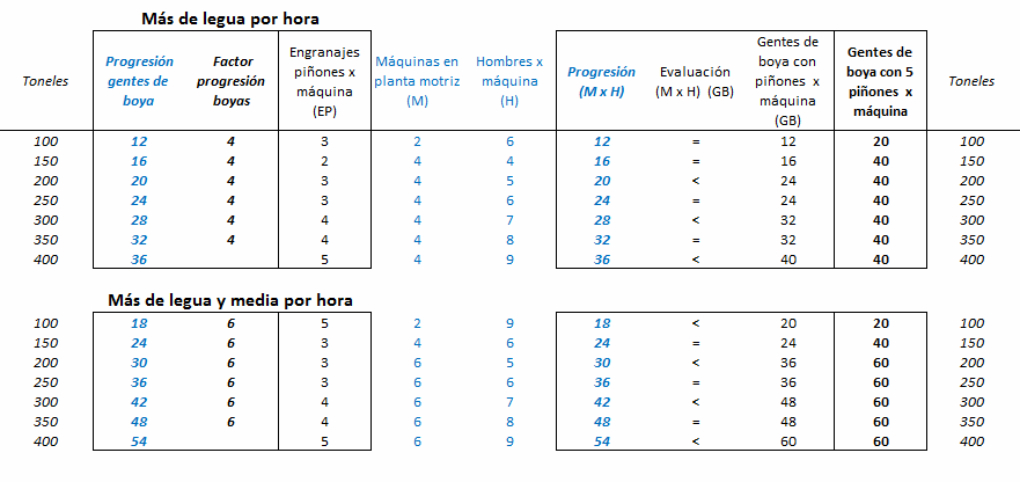
Cálculos de fuerza y planta motriz inferidos de las cartas.

#### Descripción de la tercera máquina de Garay para mover naos exhibida en Barcelona 1543

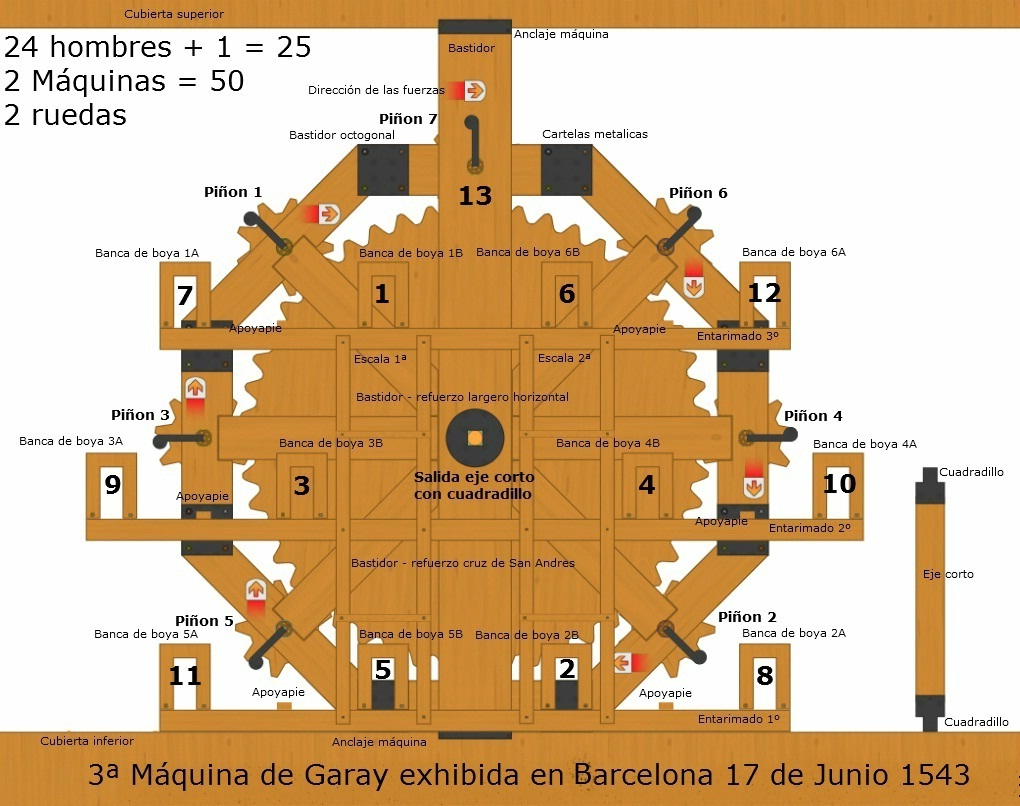
Tercera máquina.

#### Las novedades, las cualidades y prospecciones
Las novedades universales que evolucionarían tanto el Estado de la Técnica Naval del s. XVI en general como el Arte de la Guerra Naval en particular serían:

##### Cualidades de la máquina
- Compuesta de tres partes conceptuales, 3 elementos principales sencillos: una caja de desmultiplicación, un eje rotor y dos ruedas de paletas resultaría fácilmente movible.
- Movimiento reversible.
- De construcción económica y susceptible de fabricación en serie.
- Con la sola variación de la longitud del eje motriz, sería aparejable en cualquier punto longitudinal de la nave, proa, popa o entrambas.
- Un mismo navío podría equiparse simultáneamente con varias máquinas idénticas, incrementándose la potencia máxima de tracción teóricamente instalable en un buque.
- Significaría, a juicio de Blasco de Garay, la eliminación de los remos de las galeras sustituyéndolos definitivamente por las ruedas.
- Complementaría y se alternaría con el velamen de las Naos, permitiría la navegación contra las  "corrientes marinas" o "con viento de proa" o "con mar en calma" para ambos tipos de navío, siempre que las condiciones climáticas adversas fuesen moderadas.

##### Aplicaciones novedosas en el ámbito de la guerra naval
- Disminuiría el tiempo para la maniobra de ciaboga (giro en redondo crucial para orientar rápidamente las baterías de cañones) tanto en mar abierto como en puerto y que con este ingenio podría hacerse con y sin viento.
- Aumentaría la velocidad punta de las naves durante un corto pero decisivo espacio de tiempo en las maniobras de combate de "caza y huida".
- Opcionalmente y en su caso, posibilitaría la colaboración puntual de las tropas militares transportadas (Tercios) en el impulso de los buques.
- Aumentaría el artillado de las galeras por la supresión de las bancas de remo pudiendo emplazarse más cañones.

##### Desde el ámbito de la economía política y de guerra
- Disminuiría el coste de formación y mantenimiento de las diversas Armadas y de una eventual Grande Armada para el Emperador Carlos V, (fácilmente se deduce una de estas economías: la adopción del nuevo ingenio propulsor permitiría reciclar todas las Galeras a un nivel operativo, ofensivo y defensivo más próximo al de las Naos sin necesidad de construir naves nuevas).
- Disminuiría drásticamente el número y la especialización marinera de las tripulaciones, permitiendo enrolar a la marinería "Ruda" junto con la "Diestra" en una misma embarcación.
- Evitaría la retención de las tripulaciones de galeotes, de aquellos que fueran "pagos," y que se quedaban en espera forzosa en los puertos para el trayecto de vuelta.
- Facilitaría las levas de las tripulaciones de galeotes al reclamar un menor esfuerzo físico, también mejoraría la calidad de vida de los galeotes penados.

La implantación experimental se realizó en los cascos de tres navíos de pruebas (como mínimo).

## Cronología de las experiencias
Previa consulta del Consejo, a cuyo alto Cuerpo pasó el memorial de Blasco, en 22 de marzo del mencionado año de 1539, y después de los trámites, informes e instrucciones de rigor en casos tales, hizo Garay un total de cinco experiencias en Málaga y una demostración en Barcelona:

### Sinopsis de la cronología de las experiencias en Málaga
1. En el puerto de Málaga el día 4 de octubre de 1539.[4] Sobre una nao de 250 toneles.[5]
2. El día ? de ? de 1540. En una nao de 100 toneles.[6]
3. El día 2 de julio de 1540. En una media nao de 100? toneles.
4. El día ? de junio de 1542.[7]
5. El día 11 de julio 1542.

### Sinopsis de la cronología de la exhibición en Barcelona
1. En el puerto de Barcelona el día 17 de junio de 1543. Sobre la Sma Trinidad, que era nave de 200 toneles procedente del puerto de Colliure. Al no asistir Carlos I, este y el Príncipe Felipe, (su hijo) comisionaron á:

D. Enrique de Toledo y Ayala (Tesorero General de la Corona de Aragón etc.), a D. Pedro de Cardona (Gobernador de Barcelona etc.), a D. Francisco de Gralla (Maestre Racional de Cataluña etc.) y a D. Alonso de Rávago (Jefe de esta comisión, Tesorero de la Real Hacienda y de todas las Armadas del Imperio etc.), entre otros.

## Co-protagonistas de las vicisitudes de Garay entre1539 y 1543

### Sinopsis co-protagonistas

#### Regencia
- D. Carlos de Austria, o Habsburgo, Emperador y rey, Carlos V del Sacro Imperio Romano Germánico y I de España.
- D. Felipe de Austria, o Habsburgo, su hijo, Príncipe y futuro Rey Felipe II.

#### Consejos de Estado
- D. Fernando Álvarez de Toledo y Pimentel, miembro de Consejos de Estado y Guerra, III Duque de Alba.

#### Secretarios de Estado
- D. Francisco de Ledesma, Secretario del Consejo de la Guerra.
- D. Francisco de Eraso, Secretario, uno de los más destacados del Emperador.
- D. Francisco de los Cobos y Molina, - Casa de los Cobos - Secretario y Comendador Mayor.
- D. Juan Vázquez de Molina, Secretario.

#### Gobernantes observadores
- D. Pedro de Cardona, - Casa de Cardona - Gobernador de Barcelona. Capitán General de Cataluña?.
- D. Enrique de Toledo y Ayala, - Casa de Mancera - Comendador Mayor de León.
- D. Gracian de Aguirre y Noblezia, Comisionado para asistir a los ensayos de Málaga.

#### Marinos expertos
- D. Álvaro de Bazan -llamado el Viejo-, Almirante de Castilla, Capitán General de las Galeras de España.
- D. Bernardino de Mendoza, - Casa de Mendoza - Capitán General de la Galeras de Málaga, Comisionado en Málaga. También en Barcelona?.
- D. Luis Hurtado de Mendoza y Pacheco, Capitán General de la Costa de Granada, II Marqués de Mondéjar.

#### Industrias navales
- D. Juan Díaz de Aguirre, - Casa de Aguirre - de Deva, aquí hubo diversas e importantes actividades navales: construcción naval, producción a gran escala de barras y manufacturas de hierro, fletes de buques transatlánticos, escuela de capitanes y pilotos de mar y muchas otras.

#### Tesorerías y proveedores
- D. Alonso de Rávago, Tesorero de la Real Hacienda, la Catedral de Zaragoza y de todas las Armadas del Emperador, Confesor Real, Proveedor, Jefe de la Comisión de Barcelona.
- D. Francisco de Gralla, - Casa de Gralla - Intendente o Maestre Racional de Cataluña. Vicecanciller?
- D. Diego de Cazalla, Pagador de las Armadas de España en Málaga.
- D. Francisco Verdugo, Proveedor. De la Armada?.

## Tratadistas: historiadores y cronistas de los ingenios de Garay de los siglos XIX-XX

### Sinopsis de los tratadistas
- Durante el siglo XIX
  - D. Martín Fernández de Navarrete. En 1825: Colección de los viajes y descubrimientos que hicieron por mar los españoles desde fines del siglo XV.
  - D. Joaquín Rubió i Ors. En 26 de junio de 1849: Blasco de Garay; Memoria acerca de su invento; leída en La Academia de Buenas Letras de Barcelona.
  - D. José March i Labores. En 1854: Historia de la Marina Real Española, Volumen 2.
  - D. Modesto Lafuente y Zamalloa. En 1855: (el Volumen 15) de su Historia General de España.
  - D. Antonio Ferrer del Río. En 1857: Artículo en el Nº 4 de la revista: La América.
  - D. José Ferrer de Couto. En 15 de marzo de 1858: en El Museo Universal: periódico de ciencias, literatura, artes, industria y conocimientos útiles.
  - D. Felipe Picatoste y Rodríguez. En 1868: Apuntes para una Biblioteca Científica Española del Siglo XVI.
- Durante el siglo XX
  - D. Manuel de Saraleguí y Medina. En 1913: Lo siento mucho: Consideraciones y documentos relativos al famoso ingenio del hidalgo BLASCO DE GARAY.

## Archivo de Simancas durante la ocupación francesa según historiadorToreno
...La Regencia del reino, ayudada por el celo ilustrado de la real Academia de San Fernando, no cesó desde la primera evacuación de los franceses de Madrid en 1812 de dar providencias que evitasen en lo posible el extravío u ocultación de los cuadros sacados de iglesias, conventos u otros establecimientos públicos por los franceses por orden del gobierno intruso.
Existen los antecedentes en el archivo de la referida Academia:
El despojo del archivo de Simancas empezó en 1811, en cuyo año se presentó allí a recoger papeles para llevárselos a Francia el archivero del imperio J. Guite. He aquí copia literal de los documentos que lo comprueban:
Real archivo de Simancas:
= Yo comisario del gobierno Francés infrascrito: declaro haber sacado del real archivo de Simancas para llevar en Francia en virtud de la orden de S. E. el ministro de lo Interior, comunicada al señor gobernador del sesto gobierno, los papeles siguientes:
(De los 13 ítems que se relacionan, el último dice...)
13.º.- Los papeles del Estado misivo con los inventarios correspondientes. De los cuales papeles é inventarios, que van colocados en ciento setenta y dos cajones, el señor don Manuel de Ayala y Rosales, secretario del dicho archivo, es legítimamente, descargado. Hecho en Simancas á 28 de mayo de 1811.
El infrascrito comisario del gobierno francés, encargado del reconocimiento y transporte de los papeles existentes en el real archivo de Simancas, certificó haber extraído del referido real archivo los legajos que contienen las materias siguientes:
(De los 5 ítems que se relacionan, el 2.º y 3.º dicen...)
2.º. Los libros y registros de la cancillería del Consejo que había en Aragón.
3.º. Los papeles de la secretaría de la negociación de Cataluña, excepto los intitulados Cartas.
Los cuales papeles con sus correspondientes inventarios han sido sacados por mi a consecuencia de orden del excelentísimo señor ministro del Interior para ser conducidos á Francia.
Y para descargo del señor don Mamuel de Ayala, archivero principal del mencionado real archivo de Simancas, le doy la presente certificación que en todo caso le deberá servir de resguardo y recibo, firmada de mi mano, y datada en Simancas a seis de junio de mil ochocientos once. J. Guito.
Devolviéronse a Simancas en 1816 estos papeles, excepto varios documentos importantes que entresacaron en Francia de los mismos legajos, la correspondencia íntegra diplomática con la corte de París; y asimismo los tratados y convenios hechos con su gobierno, con otros que indicamos en el texto, y fueron extraídos del archivo entonces o después...
Extracto del libro: Historia del levantamiento, guerra y revolución de España, Volumen 4; Madrid 1847; Escrito por José María Queipo de Llano y Ruiz de Saravia Toreno (VII Conde de Toreno).

## La controvertida "prueba" de lanavegación a vaporsegún archiveroGonzález Hernández
La atribución de una prueba de máquina de vapor a una embarcación realizada por Blasco de Garay en el puerto de Barcelona parte de la comunicación del director del Archivo de Simancas, Tomás González Hernández, al ilustre historiador Martín Fernández de Navarrete afirmándole que en ese archivo hay documentación que avala una prueba de navegación realizada en 17 de julio de 1543 por el Capitán de Mar de la armada de Carlos V de un sistema de navegación sin velas ni remos que contenía una gran caldera de agua hirviendo.
La carta de González a Martín Fernández es la siguiente:

Blasco de Garay, capitán de mar, propuso en el año 1543 al emperador y rey Carlos V un ingenio para hacer andar las naos y embarcaciones mayores, aún en tiempo de calma, sin necesidad de remos ni velamen.  A pesar de los obstáculos y contradicciones que experimentó este proyecto, el emperador convino en que se ensayara, como en efecto se verificó en el puerto de Barcelona el día 17 de junio del expresado año de 1543.

Nunca quiso Garay manifestar el ingenio descubiertamente, pero se vio al tiempo del ensayo que consistía en una gran caldera de agua hirviendo y en una ruedas de movimiento complicadas a una y otra banda de la embarcación.
La experiencia se hizo en una nao de 200 toneles, venida de Colibre a descargar trigo en Barcelona, llamada la Trinidad, cuyo capitán era Pedro de Scarza.
Por comisión de Cárlos V y del príncipe Felipe II, su hijo, intervinieron en este negocio don Enrique de Toledo, el gobernador don Pedro de Cardona, el tesorero Rávago, el vicecanciller, el maestro racional de Cataluña don Francisco Gralla, y otros muchos sujetos de categoría, castellanos y catalanes, entre ellos varios capitanes de mar que presenciaron la operación unos dentro de la nao y otros desde la marina.
En los partes que dieron al rey y al príncipe, todos generalmente aplaudieron el ingenio, en especial la prontitud con que se daba vuelta a la nao.  El tesorero Rávago, enemigo del proyecto, dice que andaría dos leguas cada tres horas: que era muy complicado y costoso, y que había mucha exposición de que estallase con frecuencia la caldera.  Los demás comisionados aseguran que la nao hizo ciaboga dos tantos más presto que una galera servida por el método regular, y que andaba a legua por hora cuando menos.
Concluido el ensayo, recogió todo el ingenio que había armado en la nao, y habiéndose depositado las maderas en las atarazanas de Barcelona guardó para si lo demás.
A pesar de las dificultades y contradicciones propuestas por Rávago, fue apreciado el pensamiento de Garay, y si la expedición en que entonces estaba empeñado Carlos V no lo estorbara sin duda lo hubiera alentado y favorecido.
Con todo esto promovió el autor a un grado más, le dio una ayuda de costa de 200.000 maravedises por una vez, mandó pagarle por tesorería general todos los gastos, y le hizo otras mercedes.
Así resulta de los expedientes y registros originales que se custodian en el Real Archivo de Simancas, entre los papeles del Estado del negociado de Cataluña y los de la secretaria de Guerra, parte de mar y tierra, en el referido año de 1543.
Simancas, 27 de agosto de 1825, Tomás González.

El hecho de que no se encontraran documentos concordantes, ni planos ó dibujos, que avalaran dicha carta dio lugar a una polémica entre eruditos franceses y españoles.
El tema adquirió tanta popularidad y controversia que Honoré Balzac escribió una obra de teatro, una comedia de cinco actos, con el tema como argumento titulada Les Ressources de Quinola que fue estrenada en París el 19 de marzo de 1842 y en la cual se daba la razón a la tesis española.
Dejamos constancia de que en SALAZAR Y HONTIVEROS, D. Juan Joseph. "Glorias de España, plausibles en todos siglos hasta el presente, que se demuestran a un Moderno, con varios Puntos históricos, y diversas poesías, heroycas, y Sagradas". Madrid, Imprenta de la Viuda de Juan de Ariztia, 1736. 
En la guarda delantera y en tinta antigua hay una nota manuscrita: “El inventor de los buques de vapor fue un Capitan Español de alto Bordo llamado Blasco de Garay y el primero ensayo desta ingeniosa invencion fue en el puerto de Barcelona en 15 de Junio de 1543, delante o aprescencia del emperador Carlos V, y un hijo Felipe fueron testigos del hecho Dn. Henrique de Toledo, el Governador Don Pedro Cardona, el tesorero Rabago, el vicecanciller D. Francisco Granvita y otras muchas personas de distinción hasi castellanos como catalanes estos hechos estan sacados de documentos originales que se conservan en el Archivo de Simancas entre los pertenecientes al principado de Cataluña y este descubrimiento se lo han apropiado los Americanos diciendo que el ynventor fue Fulton."

## La historia de estos inventos según historiadorModesto Lafuente(s. XIX)
... Hallándose el emperador Cárlos V. en Toledo en principios de 1539, le dirigió Blasco de Garay un memorial:
 Este memorial pasó al Consejo, y oído su parecer, el Emperador, en cédula de 22 de marzo del mismo año 1539 le prometió un premio proporcionado á su servicio si realizaba lo ofrecido en el memorial, y al propio tiempo dio orden á Francisco Verdugo y Diego de Cazalla, proveedor el uno y pagador el otro de las armadas de España en Málaga, para que le facilitasen oficiales de carpintero y herrero, con los materiales correspondientes para que ensayára el proyecto número l.
 En su virtud pasó Garay á Málaga con el escaso socorro de 10 ducados, y desde allí escribió á los secretarios Juan Vázquez de Molina y Francisco Eraso, partícipándoles tener adelantado el ingenio, y haber tenido que empeñar su espada y su capa para poder subsistir, por lo cual suplicaba le enviasen socorros y le diesen un barco donde colocar su ingenio.
 A consecuencia de esto se expidió nueva cédula (10 de agosto) mandando se le facilitase un galeón de 200 toneles y dos cubiertas, y se le diesen otros 40 ducados para su entretenimiento.
 O esto no se facilitó, o no debió servirle, puesto que en 1.º de enero de 1540 escribió quejándose de la paralización en que estaba, y sin duda de resultas de esta queja se hizo la primera prueba en julio de aquel año en un barco grande con el auxilio de seis ruedas, las cuales se tropezaron y estorbaron, al extremo de verse obligado Garay a reducirlas a dos; y por consejo de Verdugo se colocó el ingenio en otro barco de 1OO toneles, donde se hizo el segundo ensayo, que produjo el efecto que el autor deseaba, andando cerca de legua por hora, y haciendo cia-boga con facilidad y prontitud.
 De estas dos pruebas dio cuenta Garay al emperador en Madrid (10 de setiembre), y en su vista le mandó S. M. volver á Málaga para que lo ensayase en otro buque de 300 á 350 toneles, abonándole 100 ducados, y por una cédula imperial (16 de noviembre) se prohibía copiar ni sacar modelos de la máquina bajo la pena de sesenta mil maravedis.
 Pero en todo esto se conoce que se precedía con lentitud, no por parte de Blasco, que mientras le facilitaban recursos se ocupaba en Málaga en construir un molino de mano, hasta que se expidieron órdenes mandando darle el barco, alojamiento y operarios, con más 200 ducados, haciéndose cargo de guardar la máquina el mayordomo de la artillería.
 Y sin embargo todavía en 25 de setiembre (1541) escribía Garay al emperador y al secretario Francisco de Ledesma manifestando estar parado y no tener buque, y pues había marchado la espedicion de Argel y los operarios de la maestranza se hallaban desocupados, pareciale ser la ocasión a propósito para ejecutar la obra.
 Poca fortuna debió correr por entonces la empresa, cuando en 7 de marzo de 1542 volvió Blasco de Garay á instar para que se le diese otro buque en que colocar su máquina, por no parecerle á propósito el que le babia propuesto Diego de Cazalla, y apuraba por auxilios para subsistir; y de estas y otras gestiones que hizo con el marqués de Mondejar, capitán general de Granada, resultó mandar el emperador se librasen 500 ducados para la esperiencia y 50 para Garay.
 La experiencia (que era ya la tercera) se hizo delante de don Bernardino de Mendoza, (junio, 1542), y según las cartas del marqués de Mondejar, de Mendoza, y del mismo Garay, ofreció el inconveniente de ser las palas de las ruedas muy largas y muchas en número, y tener demasiado plomo, de suerte que el barco había hecho muy buena salida, pero después los operarios no podían con el trabajo.
 Por tanto el 11 de julio se hizo otra prueba (y es la cuarta), acortando las palas media vara y reduciéndolas á seis, andando hora y media de ida y vuelta con dos bateles y un esquife á proa, infiriéndose que las ruedas eran seis, y no dos como en la segunda prueba, pues dice que los hombres que las manejaban eran treinta y seis y seis en cada una sin relevo por medio de cigüeñas.
 El barco anduvo a razón de tres cuartos de legua por hora, y se comparó con la galera Renegada, de cuatro bancos por banda, y veinte y cuatro remeros, habiendo hecho cia-boga dos veces mientras la galera una. Dice por último que había notado defectos que enmendaría, y que pasaría a Granada a dar más explicaciones.
 En 18 de julio (1542) escribió el proveedor de Málaga Francisco Verdugo al secretario Vázquez y al emperador, informando poco favorablemente de las pruebas, y en 25 trasladó al marqués de Mondejar el informe de Gracian de Aguirre, perito en las cosas de mar, á quien había comisionado para ver la experiencia.
 Aguirre decía en su informe, que para surgir el navío y zarpar las anclas impedían mucho las ruedas de delante o de proa; que para amarrar y cazar las del medio, y todas para el uso de artillería entre cubiertas y para subir a bordo la lancha; que en una refriega el artificio peligraría por ser fácil romper las palas; que la nao había andado un cuarto de legua por hora, y que el trabajo de la gente le parecía insoportable; que si se salvasen estos inconvenientes el ingenio podría servir para tomar un puerto y salir de él, para doblar una punta, para juntarse las naves desviadas unas de otras, para bornearse y otras cosas: que no le parecía útil para llevar buques á remolque, y que no se debía gastar en ello más dinero, quedando en escribir luego que hablase con Garay, á quien esperaba.
 Así lo hizo en efecto; y en 7 de agosto manifestó que Garay le había ofrecido el remedio de todos los inconvenientes, y que la nao andaría más, de lo cual no osaba salir fiador; pero no embargante esto, le consideraba hombre ingenioso y del que convendría aprovecharse en otras cosas, acabando por proponer se le diese entretenimiento en el artillería.
 Contestando el emperador á estas cartas en 26 de agosto, y ateniéndose á lo informado por Gracian de Aguirre, previno no se gastase más en ello, y que proveería en lo demás. Blasco de Garay se manifestó quejoso de los informantes, y pidió que la prueba se hiciese con medios adecuados, comprándose un buque de 300 toneles y haciéndose la prueba á presencia de S. M. para que fuese juez, pues de lo contrario habría tantos pareceres como cabezas; que él prometía enmendar las faltas notadas, deseando salir con la empresa, no por interés propio, sino por servicio de S. M.
 Nótase en los libros del registro del Consejo del precitado archivo un vacío de seis años, en que no se hallan copias de documentos. lnfiérese no obstante que á consecuencia de esta reclamación de Garay se expidieron órdenes para que se hiciesen nuevos ensayos, puesto que de cartas de Blasco de Garay al emperador y al secretario Vázquez de Molina desde Barcelona aparece el resultado de la quinta prueba hecha en aquellos mares en 17 de junio de 1543, á presencia de varias personas y autoridades, valiéndose del auxilio de solas dos ruedas, una por cada banda del buque, y de la fuerza de cincuenta hombres, con cuyos medios anduvo el barco, según dice Garay, á razón de legua por hora á pesar de no estar espalmado.
 Llamábase dicho barco la Trinidad, de porte de 200 toneles: su capitán Pedro Scarza. Acerca de esta prueba escribió él comendador mayor de León don Enrique de Toledo (17 de junio), manifestándole que el ingenio había salido tan bueno que todos estaban maravillados, porque el andar, hacer cia-boga, etc. no lo haría mejor una galera. También el tesorero Rábago, que estuvo en el casco, informó podía andar en dos horas tres leguas, aunque con trabajo, pues se necesitaban cincuenta hombres, casi con la misma fatiga que si remasen; pero que era muy conveniente para una batalla, pues daba dos vuelta mientras la galera una, y que los defectos que tenía se enmendarían con el tiempo.
 Tal es el extracto de los documentos hasta ahora examinados y buscados con la más prolija solicitud. En ellos, como observará el lector, no se habla una sola palabra de calderas, ni se menciona el vapor, ni con este nombre, ni con otro que pudiera significar este admirable motor, sino completamente de ruedas movidas por hombres y dispuestas con cierto artificio.
 Sentimos no haber hallado un plano ó traza de este aparato, que de una de las Cartas de Blasco Garay se deduce haber enviado al emperador...

### La herencia de los ingenios: un hijo llamadoBlasco de Garaysolicita patente
... En 1552 un hijo de Blasco de Garay, del mismo nombre que su padre, escribía al emperador, muerto aquel, diciendo estar perfectamente enterado de sus ingenios, y pidiendo cien ducados para la construcción de otro como el de Barcelona. Más no hemos hallado el resultado que esta solicitad tuviese...

### Sobre la experiencia de los molinos y de las otras invenciones
... La experiencia de los molinos salió más felizmente a Blasco de Garay, pues dice en sus cartas que se difundió al instante y pidió privilegio de invención. Acerca de los demás proyectos colegidos en su primer memorial no tenemos noticia de que se pasase adelante, incluso el que tenía por objeto hacer potable el agua del mar...
... Porque si bien los españoles sitiados en 1560 en el fuerte de la isla de los Gelbes parece que lograron suplir en parte la falta de agua potable con la del mar desalada por medio de alambique, esta invención de alambicar el agua marítima para desalarla se atribuyó a un siciliano perteneciente a la armada española...
Extracto del libro: Historia general de España, Volumen 15; Madrid 1869; Escrito por Modesto Lafuente.

## Transcripciones del memorial, de las cartas de Garay y de otros
(Recopiladas desde varios autores.)
Hallábase al decir del Sr. Modesto Lafuente, la corte en Toledo, en los comienzos del año 1539, cuando fue presentado al emperador Carlos I el siguiente curioso memorial:

## Memorial de Garay al Rey y que este traslada a su Consejo de Guerra para oírlo
S. G C. M.
Común cosa en los pobres es ser ingeniosos: digo esto, porque siendo yo un pobre hidalgo de esta ciudad de Toledo, llamado Blasco de Garay, y pensando muchas veces con qué poder servir a V.M. como algunos de mi linaje han hecho, en especial un hermano mío mayor, llamado Diego de Alarcón, que en servicio de V.M. perdió la vida, capitán en el ejército de Italia; yo con el mismo calor de servir a V. M., deseando hallar cosa que excediese la bajeza de mi persona ofrézcome para el continuo cuidado y el estudio de la Filosofía y de otras ciencias en que me he criado, y la experiencia, una invención de poder sustentar una grande armada a V.M. sin costa de las rentas Reales ni daño de sus pueblos, lo cual considerado de mí mucho tiempo ha, me parece, si no me engaño, ser cosa que se podría efectuar. 
La forma de esto daré en escritos cuando V.M. mandare, y si en ella se hallase, por caso, defecto, en mi voluntad de desear el servicio de V.M. no se hallará.

### Máquina de ruedas motrices navales
1.º.- Asimismo, para esta armada, si como digo hubiese efecto si no para cualquiera otra que V.M. aparejare, daré un instrumento fácil con que se podrán excusar en las galeras todos los remadores, y que cuatro hombres puedan hacer mayor movimiento que ellos todos hacen, y tanto mayor movimiento que casi pudiesen pasar sin velas, y que este mismo instrumento se puede poner en cualquiera navío de alto bordo con poco embarazo, y que no haya necesidad de navío de bordo bajo ni de remos jamás. 

### Máquinas e ingenios para operaciones submarinas
2.º.- Daré arte muy natural y fácil con que puedan sacar cualquier navío debajo del agua, aunque esté más de cien brazas en hondo, y aunque sea una carraca, y aún que no hubiera más de dos hombres para sacarla.
3.º.- Daré arte con que cualquiera hombre pueda estar debajo del agua todo el tiempo que quisiera, tan descansadamente como encima.
4.º.- En poca hondura, daré instrumentos con que se pueda ver desde encima del agua lo que hubiese allá en el suelo, aunque el agua esté muy turbia.

### Ingenios potabilizadores de aguas
5.º.- Daré un instrumento que, habiendo leña, puedan con él, de cualquier agua salobre, hacer agua dulce en tanta cantidad, que corra el agua en hilo.
6.º.- Daré un aviso con que puedan haber agua de muchas maneras, llevando el dicho instrumento y habiendo leña, aunque no en tanta abundancia como habiendo agua salobre o cualquiera otra mala agua.

### Ingenios sobre varias tipologías de molinos
7.º.- Daré un molino en un navío, de mucho efecto, que le pueda traer un hombre asentado, o arte con que puedan moler sin más ruedas de las piedras que hacen la harina, y en esto del moler haré muchos ingenios no vistos.
(En la carpeta de este documento, se halla escrito lo siguiente: 
Málaga -Blasco de Garay -sobre los ingenios que dice que hará. -Al Consejo de Guerra.)

### Informe de Garay al Emperador desde Madrid tras las tres primeras experiencias en Málaga
S.C.C.M.

#### La primera experiencia sobre una nao de 250 toneles con la primera máquina prototipo
- Yo Blasco de Garay fui por mandato de V. M. a Málaga a entender en cierto ingenio de hacer andar los navíos en tiempo de calma, y a 4 de octubre de 1539 años hice la primera experiencia en una nao de doscientos y cincuenta toneles, vieja y muy pesada, y anduvo la dicha nao con diez y ocho hombres que traían el ingenio, casi una legua por hora; y porque en esta experiencia se quebraron algunas cosas y otras parecía que embarazaban mucho el navío por dentro, yo dije que las enmendaría todas y así acordaron los proveedores de S. M. que yo enmendase solo dos ruedas, una para cada banda del navío, y que en éstas se vería lo que podía ser; porque por dos juzgarían lo que se andaría llevando seis como en la primera experiencia que llevaba el navío tres ruedas por banda, que eran seis.

#### La segunda experiencia sobre una nao de 100 toneles con la segunda máquina(modificación de la primera máquina)
- Yo aparejé las dichas dos ruedas, y lo de dentro que embarazaba mucho por razón de unas vigas largas con que se movía, recogido en tan poco espacio que casi es nada el lugar que ocupa; porque quité las vigas y seguí otra manera de movimiento, y púselo en una nao de cien toneles cargada de trigo, y a cada rueda puse tres hombres que la moviesen, que por todos eran seis; y con esto anduvo media legua por hora, medida por sus ampolletas que llevaron los proveedores de V. M.; y la misma media legua que había andado quisieron que la tornase luego a volver a andar, para ver si en la mar había habido corriente que la ayudase, y volvió la misma legua puntualmente en otra hora. Después trujéronla por la marina de una parte a otra, y trujéronla hasta la puerta de las Atarazanas, casi tan cerca de tierra como llegan las galeras; e hizo muchas veces ciaboga más presto que una galera.

#### La tercera experiencia sobre una media nao (100 toneles?) con la segunda máquina
- Esta experiencia se hizo a 2 de julio de 1540; iban dentro los proveedores de V. M. como ellos escriben, y metieron consigo más de cien hombres, capitanes de naos, pilotos, marineros y otras personas hábiles para que diesen su voto, entre los cuales iban especialmente Gracián de Aguirre y Noblezia, hombres experimentados en las cosas de la mar, sin otros muchos bateles de gente que iban a la redonda de la nao para ver, y en concordia de todos se dio por la más útil cosa del mundo y sin inconveniente alguno, tanto que con ser la primera experiencia harto ingeniosa, esta postrera la hizo aparecer mala, por ser más fácil y ocupar tan poco lugar, que con muy poquitas tablas se podría encubrir el arte de dentro que nadie la viese; demás de otras muchas ventajas que hizo a la primera en ser de menos costo y menos violenta, y que durará más que el navío donde fuere; porque este ingenio se podrá quitar y poner ligeramente cuando fuese menester, o para ir a la bolina, o por algún tiempo fuerte que entrase. Los proveedores de V. M. pienso que envían la información de todo esto.

 Yo envío a V.M. una traza de esta última experiencia, que es una media nao con solas dos ruedas a la proa; no sé si por ellas se entenderá algo; y porque los dichos proveedores no quieren testificar de más de lo que vieron, dejan a mi cargo lo demás, así de lo que pienso hacer en el mismo ingenio, acrecentándole algunas cosas que le pueden ayudar, como la cuenta y razón de lo que pienso que andarán los navíos que fueren más gruesos que éste en que vieron la experiencia; y para cifrar esta cuenta ha de presuponer V. M. que para solo este efecto de andar los navíos podrían bastar seis hombres, como se vio en esta última experiencia y cuatro como yo ofrecí en la petición que a V. M. aquí en Toledo; y si no hubiese más de dos hombres éstos creo que la menearían en una calma; mas para andar cosa de cantidad que pudiese servir en una navegación, ha menester más gente, y tanta más, cuanto hubiere de andar más.

#### Cálculos prospectivos para mover la segunda máquina instalada en naos
- Por eso daré aquí a V.M. dos suertes de navíos, que cualquiera de ellas es de harto provecho, y se puede con ellos navegar una larga navegación en tiempo de calma; y puesto que añadiendo la gente y las ruedas se podrían añadir en el andar, paréceme que por el embarazo de los navíos no es menester añadir en los ingenios ni en las gentes, si no fuese sobrada; porque a no mirar este medio se podrán añadir; pues tomando lo razonable habiendo respecto a todo, me parece que se podrá hacer lo siguiente:

 Primeramente, para que un navío ande más de legua por hora y que este más sea una conocida ventaja, ha menester la gente siguiente:
1. Para una nao de 100 toneles, 12 hombres.
2. Para una nao de 150 toneles, 16 hombres.
3. Para una nao de 200 toneles, 20 hombres.
4. Para una nao de 250 toneles, 24 hombres.
5. Para una nao de 300 toneles, 28 hombres.
6. Para una nao de 350 toneles, 32 hombres.
7. Para una nao de 400 toneles, 36 hombres.

 Aquí ha de notar V.M. que no doy más gente para mover estos navíos de la que suele ser menester para los bateles de los mismos navíos.
 Pues para que estos navíos anden más de legua y media por hora y que este más sea una conocida ventaja, han menester la gente siguiente: 
1. Para una nao de 100 toneles, 18 hombres.
2. Para una nao de 150 toneles, 24 hombres.
3. Para una nao de 200 toneles, 30 hombres.
4. Para una nao de 250 toneles, 36 hombres.
5. Para una nao de 300 toneles, 42 hombres.
6. Para una nao de 350 toneles, 48 hombres.
7. Para una nao de 400 toneles, 54 hombres.

 Aquí ha de considerar V.M. que aunque va crecido el número de los hombres más que en los navíos de más de legua, no es tanto el crecimiento que en cualquiera navío no haya gente para ello de solo marineros y grumetes que los dichos navíos han menester para solo navegar; cuanto más que siempre van otras gentes en los navíos, que holgarán de ayudar en tiempo de necesidad, como ayudan a la bomba y al cabrestante, porque para este ingenio no son menester hombres diestros como para el remo; y habiendo abundancia de hombres podrán andar estos navíos mucho más que aquí he puesto.
 Y así mesmo si faltasen hombres de los necesarios, con pocos o muchos, los que hubiese, navegarían más o menos, según el número de los hombres; que no es pequeña comodidad que habiendo muchos hombres todos puedan servir en una necesidad, lo cual en los navíos de remo no se puede hacer, en especial en la galera, que no caben más remeros que los que van, y esos han de ser muy diestros como dicho tengo.
 Así mesmo ha de entender V.M. que esto que he dicho que andarán estos navíos con los hombres que a cada uno he puesto, será yendo la gente trabajando a toda furia, como cuando la gente de una galera va dando caza a una fusta:
 y porque este trabajo no le podrá sufrir sino en un apretón de dos o tres horas para caminar de esta manera, o será menester gente de remuda, o que descansen como hacen las galeras; mas queriendo trabajar lo razonable, y aquellos que podrán sufrir todo el día, no andarán tanto como arriba he puesto, aunque creo que caminarán bien; y esto será según quisieren trabajar poco, o mucho, como en todos los otros trabajos, porque en este ingenio pueden trabajar mucho o poco como quisieren, porque no obliga a poner siempre mucha fuerza como los que suben peso; en fin, en este caso es como el remo.
 Así mesmo esto que he dicho que andarán estos navíos, se ha de entender en calma y sin corriente de mar; porque puesto que contra la corriente pueden navegar como ya se ha experimentado, todavía pierden de su navegación, por causa de la corriente más o menos, según la corriente fuere; aunque ha de saber V.M. que estos navíos resisten mejor a la corriente que al viento contrario; al revés de la galera que resiste mejor al viento contrario, sí no es mucho, que a la corriente; porque la galera tiene más debajo del agua que encima, y la nao tiene más volumen encima del agua que debajo, por ser de alto borde y de popa y proa, donde hace mucha fuerza el viento, aunque si el viento no es mucho, todavía proejan contra él; y más proejarán las que anduvieren a más de legua y media, que las que anduvieren a más de una.

#### Prospectivas con la segunda máquina instalada en galeras
- Dejado, pues, ya aparte esto de los navíos de alto bordo y viniendo a las galeras, que son navíos largos y más dispuestos a andar el agua que las naos, a lo que yo alcanzó por las experiencias hechas así públicas, como otras que yo he hecho particulares, que de buena razón no pueden faltar, se podrá hacer en ellas lo siguiente:

 Una galera de las que al presente reman veinte y cuatro bancos por banda, que han menester ciento y cuarenta y cuatro hombres de remo, ha menester de estotra manera sola mente la cuarta parte, que treinta y seis hombres, y ganarse ha todo esto:
- lo primero, que de una galera se hacen cuatro;

- lo segundo, que la galera que llevare este ingenio andará más que ninguna otra al remo, que es cosa de grande importancia, porque ella alcanzará a otras y las otras no a ella; 

- lo tercero, esta galera podrá llevar medios cañones por las bandas y muchos más soldados que lleva y más libre para pelear, porque no llevará bancos ni cursía, que es grandísimo embarazo, sino una hermosa plaza descubierta, desembarazada de popa a proa mucho más que al presente está, lo cual no creo que será poco alivio para una necesidad; 

- lo cuarto, la chusma de esta galera se podrá despedir hecho el viaje y no será menester invernar con ella, porque el más grosero hombre que tornaren a tomar, sabrá traer este ingenio tan bien como el más diestro, porque no es más de traer una cigoñuela a la redonda, y ahorrarse a V.M. los gastos de invierno de las galeras y de ánimas que están allí, contra justicia penando, que V.M. no lo puede saber: las cuales claman siempre justicia contra los que allí las detienen malamente; 

- lo quinto, es lo que arriba dijimos en las naos, que los soldados que allí hubiere podrán ayudar a traer el dicho ingenio para que ande mucho más, lo cual puede aprovechar mucho en una necesidad contra un viento recio y contra una recia corriente y contra otros muchos desastres de mar y para alcanzar otros navíos; y esto no es de tener en poco cuando el tal caso se ofreciese, lo cual no puede hacer yendo al remo.

 Y porque aquí podrá alguno decir que estos treinta y seis hombres no bastarán a subir la entena, yo daré ingenio con que la suban aunque fuesen menos; cuanto más que mucha otra gente hay en la galera que podría ayudar cuando la quisiesen subir a manos como agora la suben.

#### Conclusiones prospectivas equipándose a las naves de las armadas con esta segunda máquina
- Y porque todo esto es tan gran cosa como ya V.M. puede ver, porque teniendo V.M. ingenios aparejados para tres o cuatro suertes de navíos, podrá cuando fuere servido, tomar los navíos que hubiere menester y mandarles poner los ingenios, que se ponen ligeramente, y puesto todo a punto y hecha la gente de guerra que ha de ir en ellos, puede V.M. mandar a la postre de todo, tomar la gente que ha de mover el ingenio, y pagándoles por el tiempo que fuere menester, llevará V.M. una armada de navíos de alto bordo, artillados que basten a hundir el mundo, sin las galeras que podrá llevar cotilo corredores del campo, que no se les escape cosa que por la mar saliere; y hecha la jornada, cuando se despidan los soldados, despedir los movedores del ingenio, para que otra vuelta vengan alegremente al mandato de V.M.; y de esta manera excusarse han muchos gastos, y V.M. será Señor absoluto de mar y tierra, y servido prestamente, y no como agora, que para meter un hombre que reme en galera se escandaliza el mundo, porque entra para nunca salir, si no es por ventura, y porque en esto se le apareja a V.M. un gran servicio y a mí un trabajo incomportable, como de lo experimentado se me figura, porque las cosas nuevas se hacen con gran dificultad y cuidado, así como con admiración y casi incredulidad,

#### Súplica de mercedes y sutil sugerencia de privilegios de invención
suplico a V.M. que para que con más ánimo yo vaya por fatiga tan intolerable y tema menos los golpes de los envidiosos y de aquellos que contaminan la ventura de los que Dios favorece, que V.M. sea servido de señalarme las mercedes que me ha de hacer cuando yo haya cumplido lo sobredicho, y sean de esta manera:
 que V.M. tome un navío de los que arriba van puestos, cual a V.M. más agradare, o de los de a más de legua, o de los de a más de legua y media, y yo me profiero con la gente que a cada uno arriba puse, de hacer que ande lo que tengo dicho, y así mesmo de hacer en una galera lo que tengo dicho:
 y que no cumpliendo yo lo dicho, V.M. no sea obligado de hacerme mercedes ningunas por ello; pero que cumpliendo yo en la dicha nao que V.M. tomare y en una galera todo lo que tengo dicho, y de tal arte que no tenga falta por donde se deba dejar de usar de ello, V.M. sea obligado a hacerme luego las mercedes que me prometiere por ello; y no pido esto por dejar de entender después en los ingenios de otros navíos que arriba he puesto, sino porque en estos dos primeros así en la nao como en la galera, entiendo descubrir muchos más primores que de miedo de hombres que andan a hurtar ajenas invenciones para disfrazallas y llamallas suyas, he callado hasta aquí; y así mesmo de miedo de envidiosos, que de que ven que lo tienen todo en poder no consienten que nadie medre por ellos; y de estos, así los unos como los otros, he hallado gran copia todas las veces que he descubierto algo de mi pobre ingenio y por eso suplico a V.M. sea servido que yo conozca mi galardón, y aquello en que tengo de servir, porque de esta manera será mucho más servido V.M. y mejor.
 Y entenderé en todos esotros géneros de navíos, y en cuanto más V.M. mandare, después de hecho esto, como hombre que ya no temerá lo que podrán hacer envidiosos y ruines, porque no terne más de un cuidado de servir a V.M., no solamente con esto, más con otras muchas cosas que nuestro Señor me ha dado a entender en ventura de V.M., que todo lo quiero para su servicio; y suplico a V.M., que en las mercedes que me señalare haga el mismo respecto a mis hijos y descendientes que a mí; y que sea cosa honrosa, que pues el hecho ha de ser nombrado por todo el mundo, de quien espero en Dios que V.M. será presto Señor, se sepa el favor y honra que V.M. dio al que en su servicio lo inventó, que no será pequeña gloria a V.M; y si suplico esto, es porque ya esta cosa va fuera de dudas; y cuando no saliere lo que prometo, será muy poco menos lo que saliere, aunque en verdad yo pienso que saldrá antes más que menos, según las experiencias hechas me prometen; y si no saliere tanto, V.M. quedará sin obligación y si algunas mercedes me hiciere llamarse han de pura gracia.

#### Urge a continuar las experiencias y a ser re-provisto
- Dejado, pues, esto aparte, es menester que V.M. se sirva de este ingenio con brevedad, antes que la invención pueda extenderse por los enemigos, aunque pienso que ella es de cualidad que no tan fácilmente se podrá entender, porque lleva mucha razón y cuenta; mas por sí o por no, no puede dañar la brevedad, y si esta quiere V.M. es menester que yo sea proveído en Málaga de la misma manera que yo daré por un memorial, cuando se hubiere de entender en ello:

 Porque de otra manera irá la cosa tan a la larga, que V.M. no podrá ser bien servido; y por ventura mi vida puede faltar, que soy hombre delicado y algo enfermo, y quedarse ha tan gran secreto por efectuar; puesto que con solo lo efectuado habría oficiales que en alguna manera sirviesen a V.M., aunque en comparación de lo que queda, todo lo hecho es poco, y menos lo que sin mí sabrían hacer.

#### Despedida
No quiero cansar a V.M. con más razones, sino que todo esto espero el mandamiento de V.M. cuya Imperial Persona y Señoría Nuestro Señor guarde y acreciente en su santo servicio:
 de Madrid a 10 de septiembre de 1540.— Humilde vasallo, que los Reales pies de V.M. besa. — Blasco de Garay.

### Carta de Garay(probablemente dirigida al Secretario Juan Vázquez)sobre molinos
Muy Ilustre Señor:

 Porque Vuestra Señoría dixo que me quería hablar sobre el negocio de los molinos, y creo que con otras mejores ocupaciones ha faltado lugar, parecióme informar a V.S. en este papel, porque para hablado de palabra todavía es menester más tiempo que para leerlo en escrito.
 Yo he visto el molino del Doctor de la Torre y el de Salazar ermitaño, muy mejor, y he visto otras muchas invenciones y trazas de moler, porque es muchos años que con el pensamiento y aún con la obra voy tras esta negociación; y de todo lo que hasta ahora he visto de molinos que se traen con bestia, hallo que responden a las tahonas comunes.
 De esta manera que si una tahona común muele con una bestia de sol a sol tres fanegas de trigo o tres y media, que es lo que ordinariamente suele suceder, no matando la bestia, digo que una destotras invenciones de molinos, si ha de moler dos tanto que una tahona, ha menester dos bestias, y si ha de moler tres tanto, tres bestias, y si cuatro tanto, cuatro bestias, y así por consiguiente, y esto es verdad mientras en la invención no hubiese más primor de la multiplicación de ruedas y puntos que hay en el molino del Doctor de la Torre y en otros que he visto:
 porque es regla general en esta arte que mientras no hubiere más ingenio de multiplicar el movimiento de la piedra, tanto cuanto aquél multiplicare, tanto han de multiplicar el movedor o bestia que lo ha de traer; y ésta es la más verdadera regla que hay en esta arte, sino que no la alcanzan los que entienden en estas invenciones, digo por vía de multiplicación de ruedas con sus puntos, que por otra vía ya seria posible hallarse otras invenciones de más provecho para moler con bestias, aunque hasta ahora no las hemos visto.
 En fin, tenga V.S. por cierto que el molino del Doctor de la Torre y el de Salazar, y cualquiera otro que fuere por aquella vía, ninguna ventaja hace a las tahonas comunes, antes tendría las tahonas por mejores, porque son mejores porque son más fáciles, que cualquier carpintero las sabe hacer y cualquier molinero gobernar; y son más durables, por no ser el movimiento tan violento.
 Así que, sabido lo que renta una tahona común, fuera de toda costa, como se sabrá en Sevilla, donde se usan, se podrá claramente saber lo que rentarán estotras invenciones de moler por multiplicación de ruedas, pues como digo todo se sale a una cuenta, que no es más de juntar dos o tres tahonas en una con toda su costa y provecho, así como si estuviese cada una por sí; y quien creyera otra cosa, la experiencia le mostrará cómo se engaña.
 Este es mi parecer cerca de este negocio de molinos y huélgome de dalle su escrito para que V.S. pueda cotejallo con lo que sucediere y ver si digo verdad u no.
 Si de otra cosa más cerca de esto desea V.S. ser informado por palabra o por escrito lo haré conforme al mandamiento de V.S.
 Cuyas muy Ilustres manos besa su criado.
 Blasco de Garay.

No se sabe a quien está dirigida porque no tiene sobre; pero debe ser al Sr. Juan Vázquez.
Es del año 1541 en la carpeta.

### Carta de Garay a Francisco de los Cobos desde Málaga (transcripción carta autógrafa)
(fórmula de saludo)

Bien creo abra rescebido V.S. dos cartas mías en que avisaba de lo sucedido del ingenio de la nao y de lo que anduvo.
Y como al presente estaba por mandado del proveedor Francisco Verdugo, reparando ciertas faltas que en la primera muestra salieron, que a tornar a hacer la experiencia con todo su cumplimiento, como espero en Dios que al presente saldrá, por que ninguna cosa salió de un golpe perfecta.
Asimesmo escrebí a V.S. de un molinico portátil que aquí hice para las armadas y exércitos de su majestad, y no a su costa, por que en mi petición se le había ofrecido.
Sobre lo cual suplicaba y torno a suplicar a V.S. por un privilegio, para que nadie le pudiese hacer ni tener hecho sin mi licencia, y esto para que el que le tuviese pudiere solamente moler pan de su casa, y no públicamente por que no ofendiere a los molinos grandes que han ofrecido a su majestad.
Por que otra cosa no hacen en Málaga los herreros y carpinteros sino este molino.
Y es justo que yo como primer inventor tenga algún derecho sobre ellos, pues es tanta razón favorecer a los primeros inventores por sus trabajos y por que otros se esfuercen a sacar cosas provechosas a luz.
Aviso también a V.S. de mi necesidad, por que es tanta que no me puedo sustentar aquí, por que como V.S. sabe desde la semana santa que recibí quarenta ducados para venir aquí, solo otros quarenta he recibido después.
Y como la tierra es tan cara yo he gastado de mi bolsa más de cien ducados y al presente vivo de fiado, si V.S. manda que yo este mas aquí para dar fin a esto, bien verá que sin comer no lo podre hacer.
Yo pensé tenerlo esta Pascua a punto para asentallo en dándome la nao.
Y en fin mentiras de oficiales me han burlado, aún que con ayuda de Dios todo está muy al cabo, y pienso si me ayudan, que en este mes de enero lo terne aparte si en el navío no hay dilación, y podrase juzgar la grandeza deste movimiento y todo lo demás que (ilegible) no terna falta, aún qual algunos por no entenderlo se la ponen, y esto a mi juicio que lo debo de entender también como ellos o mejor de razón.
(fórmula de despedida)
El que las ilustrísimas manos de V.S. besa.
De Málaga día de año nuevo. (1 enero de 1543)

### Carta de Garay a Francisco de los Cobos tras la exhibición en Barcelona
Al Ilustrísimo señor el Comendador mayor é mi Señor.

 A 17 del presente se hizo la prueba del ingenio de la nave, y plugo a Nuestro Señor que el nuevo fuese tal cual convenía a la buena dicha de Su Majestad, porque la nave anduvo casi legua por hora, y si la nave estuviera limpia anduviera mucho más, dejado que hace ciaboga mejor que una galera, y lo mejor de todo es que hizo este efecto con solo dos ruedas, una por banda.
 De manera que la nave va muy poco empachada, porque el ingenio va muy más preciso que los otros que he hecho, y muy más fácil de quitar y poner, y muy hermoso a la vista, y no menos bravo para meter miedo a los enemigos; y esto que yo digo, se podrá saber ser así de todos cuantos hay en toda Barcelona que lo vieron, sin discrepar hombre de este parecer, como creo que deben escribir el Señor D. Enrique de Toledo y el tesorero Rávago; esta es cosa que cada día ha de crecer y no menguar, como todos los otros ingenios, y por eso que quiera ahora se deba tomar en mucho:
 Verdad es que le metieron para la experiencia cuarenta y tantos hombres de gente que anda a ganar el pan y si estos fueran hombres diestros y prácticos de algunos días en la cosa, se hiciera más efecto, o el mismo con menor número de ellos; finalmente, que ello está acertado y no tuvo otra falta sino no verlo Su Majestad o Vuestra Señoría o el Duque de Alba, mi Señor, aunque espero en Dios que de aquí adelante todos lo verán; y porque yo me querría partir a dar más larga relación de todo a Vuestra Señoría, a saber, la orden que se ha de tener en lo tocante a este ingenio, y así mismo a mi vida, no alargaré más de suplicar a Nuestro Señor, vida, y estado de vuestra ilustrísima guarde y prospere a su santo servicio.
De Barcelona y 20 de junio de 1543. Besa las Ilustrísimas manos de vuestra Señoría - Blasco de Garay.

### Carta de Rávago alDuque de Albatras la exhibición en Barcelona
Garay hizo su experiencia, yo entré en la misma nao a vella parece que andará con aquel ingenio en dos horas tres leguas, es trabajoso porque ha menester cincuenta hombres que le trayan quasi con igual trabajo que los que reman.
 Pero para una batalla naval o para enviarse una armada con más seguridad provechosa cosa es porque da tan presto la nao dos vueltas a la Redonda a la parte que quieren como la galera una, y demuestra aquel ingenio que se podría perfeccionar en hazelle fuerte de manera que no faltase y aún para hazer más viaje pareció que se podrían con la experiencia hallar cada día primores, el señor D. Enrique vio el movimiento desde fuera y creo que también escribirá lo que le parece a V. S. las Ruedas y pertrechos deste ingenio que se habían hecho a costa de su majestad se han entregado en la tarazana al mayordomo del artillería para que lo guarde.
Suplico a V.S. se acuerden de mandarme enviar las cartas de su alteza para esto que aquí se ofrece y algunas de V.S. en la misma sustancia, N.S. las personas y estados que V.S. guarde y acreciente como lo desee.
De Barcelona a XXII (22) de junio de 1543.
De V.S.
Criado y servidor que sus manos besa - Rávago (Rúbrica).

### Carta de Enrique de Toledo a Francisco de los Cobos tras la exhibición en Barcelona
Muy Ilustre Señor:
El ingenio de la nao que hizo Garay se probó y salió tan bueno que yo y todos los que allí estábamos nos maravillamos dello, porque a mi parecer el andar y hacer ciaboga y todo lo que hizo no lo pudiera hacer una galera mas desenvueltamente; y porque el tesorero Rávago se halló dentro en la nao y dará mas entera cuenta a V.S. dello, no digo más de que a todos pareció muy bien sin discrepar ninguno.
El mismo Garay escribe también a V.S. , por su carta podrá V.S. saber lo demás.
Ntro. Sr. la muy Ilustre persona de V.S. guarde con tan gran acrecentamiento de estado como yo deseo.
De Barcelona a 22 de junio de 1543 = Servidor de V.S. D. Enrique

### Última carta de Garay al Emperador desde Barcelona
A la S.C.C.M. de el Emperador, nuestro señor, en su Consejo de Guerra.

S.C.C.M.
Porque sepa Vuestra Majestad que no he perdido tiempo, en cuanto a lo que toca al ingenio de andar los navíos en tiempo de calma: sabrá Vuestra Majestad que a 17 de junio se hizo la experiencia que yo ponía a punto para la presencia de Vuestra Majestad, y que fue una nave que vino de Colibre de descargar cierto trigo, y que se decía la Trinidad; era nave de 200 toneles, y su capitán se llamaba Pedro de Scarza, en la cual por echar fuera todo inconveniente y embarazo, y dejar la cosa tan fácil que cualquiera por rudo que fuese la supiese tratar, considerando que toda novedad trae consigo turbación fue solamente de dos ruedas, una por banda, aunque con muchos más primores que en las de hasta aquí he puesto y diles toda la gente y algo más que antes poseía en seis; porque di a cada rueda 25 hombres, que eran por todos 50, y estos estaban en tan breve espacio, que con estar todos debajo de la puente de la nave, a manera de dos escuadrones, dejaban bien ancha calle para los que quisiesen atravesar por en medio de ellos.
Hicieron tal efecto que quien no lo vido, con dificultad lo podrá creer, porque anduvo tanto que algunos bateles y barcos que iban tras ella para ver el ingenio, se quedaban por popa legua por hora; otros con mucha diligencia se tenían con ella.
Hicimos ciaboga dos tantos más presto que una galera; en fin, que se averiguó que andaba casi legua por hora, y que a estar despalmada la nave anduviera más de legua. Dentro estuvo el gobernador don Pedro de Cardona y el tesorero Rávago, y muchos honrados hombres de esta ciudad, que han sido capitanes de navíos, sino otros muchos Maestros de navíos y marineros que a la sazón, estaban dentro. Desde la marina le salieron a ver el Vicecanciller y D. Enrique de Toledo, y el Maestro nacional y otros muchos caballeros de esta tierra, que no poco se maravillaron de ver tal efecto. A todos, así los de dentro como los de fuera, les pareció cosa utilísima y muy necesaria, así para las armadas de Vuestra Majestad como para las Indias, y como para infinitas otras cosas que a Vuestra Majestad se le entenderán.
Hay otra cosa en este ingenio, y es que se ha de esperar que cada día se hará mejor, porque todas las cosas artificiales se mejoran y crecen con el tiempo, y las naves que después que esto se usare se hicieren, hacerse han más al propósito, y habrá gente diestra en traerlo, que no hace poco al caso, puesto que para este ingenio no es menester la gente muy diestra porque en dos días se hace; ni tampoco es menester que el navío traiga siempre esta gente sobreañadida á la que suelen traer las naves, porque en las armadas con la gente dellas podrá andar el ingenio la vez que fuere menester, pues que no ha de estar tan continuo como el remar en las galeras; y en las otras navegaciones bastará añadir sobre los marineros alguna poca gente, cuanto más que, andando el tiempo, con menos gente se traerá y bastarán solo los marineros.
Páreceme que esta cosa está ya muy clara para todos los que la han visto, como pienso que Vuestra Majestad será avisado de estos caballeros que tengo dicho, y que se perdería tiempo en no atender en cortar maderas y aparejar algunos ingenios para las naves que Vuestra Majestad mandare, porque con 25 hombres para 100 toneles yo me prefiero de hacer andar cualquier nave despalmada hasta en 350 toneles de porte, tanto como esta que ahora se ha probado, y por aventura más; y creo que no costará el ingenio para cada una de estas naves de 150 ducados para arriba; el cual ingenio con poco menoscabo se podrá quitar de la nave donde se pusiere y guardarse para ponerse otra vez en otra de aquel porte. Vea Vuestra Majestad acerca desto lo que es más servido, porque como tengo dicho, de aquí adelante seria perder tiempo no entender en esto. Nuestro Señor Jesucristo la imperial persona y estado de Vuestra Majestad guarde y acreciente para su santo servicio.
De Barcelona a 6 de julio de 1543.
Besa las imperiales manos de Vuestra Cesárea Majestad—Blasco de Garay.

## Otras actividades de Garay
También colabora con Diego de Salazar y con Diego López de Ayala en la traducción de la Arcadia de Jacopo Sannazaro en 1549.

## Reconocimientos públicos
- En 1845 se bautizó en su honor un vapor de ruedas para la Armada denominado Blasco de Garay, de segunda clase con 350 cv.
- Una de las últimas proyectos de Solá,  para ser esculpida en mármol alrededor de 1850. La escultura podría haber sido encargada para un monumento a Blasco de Garay que se quiso levantar en la plaza del duque de Medinaceli de Barcelona, nunca realizado. El retratado se apoya sobre un plinto donde hay desplegado un manuscrito con la inscripción "BLASCO DE GARAY / BARCELONA / 1543" y el dibujo de un barco con una rueda de palas. Estuvo en el Museo de Bellas Artes de Asturias (Oviedo). Actualmente esta en el Museo del Prado, no expuesta.
- Otra estatua vaciada en bronce, en Madrid.
- Algo en Málaga.→"indicios".
- Una obra de teatro: comedia en cinco actos de  Honoré de Balzac titulada: Les Ressources de Quinóla.
- Una calle en Madrid.
- Una calle en Tarrasa.
- Una calle en Sabadell.
- Una calle en Barcelona (Poble Sec).
- Una calle en Sanlúcar la Mayor, (Sevilla).
- Una plaza en Sevilla